# Хайфа (порт)
Порт Хайфы (ивр. נמל חיפה‎) является крупнейшим из трех крупных международных морских портов Израиля. Два остальных порта находятся в Ашдоде и в Эйлате. Порт Хайфы имеет естественную глубоководную гавань, которая действует круглый год и обслуживает как пассажирские, так и торговые суда. Порт Хайфы — один из крупнейших портов восточного Средиземноморья по грузообороту. Здесь ежегодно обрабатывается около 30 миллионов тонн грузов. В порту работает более 1000 человек, а когда в Хайфу заходят круизные лайнеры, число рабочих увеличивается до 5000. Порт Хайфы расположен к северу от центрального квартала Хайфы на берегу Средиземного моря и простирается примерно на три километра вдоль побережья. Здесь расположены различные предприятия: военные, промышленные и коммерческие, а также небольшой центр для обслуживания пассажиров.

## История

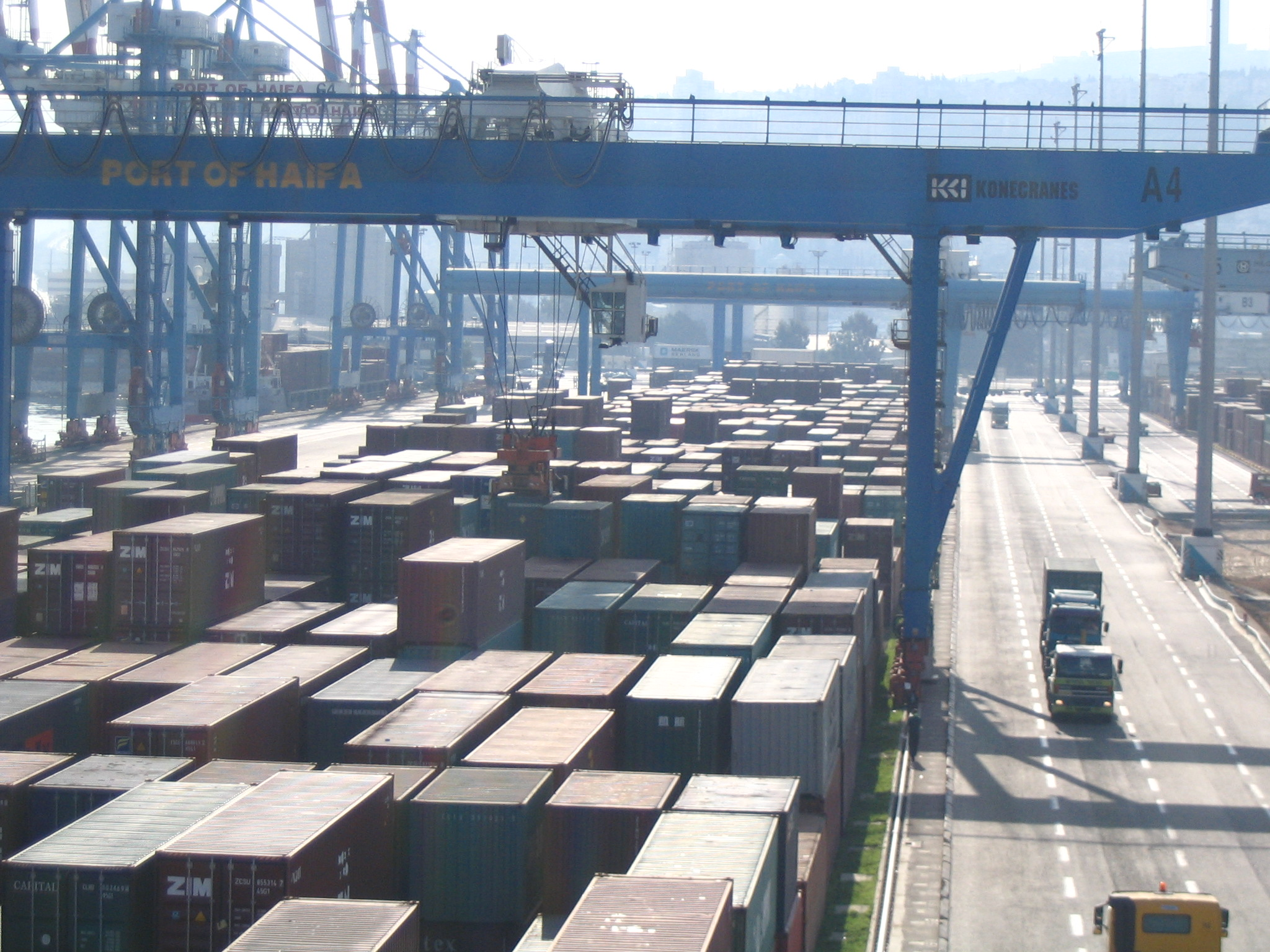
Контейнеры в порту Хайфы.

Хайфский залив с доисторических времен был удобной пристанью для кораблей. Когда крестоносцы завоевали Хайфу в 1100 году, она стала важным городом и главным морским портом Тверии, столицы Галилеи. Порт пришёл в упадок во время правления мамлюков и приобрел репутацию пиратского логова в XVIII веке. 
До начала XX века главным портом региона был Акко. Однако порт Акко со временем заилился и не мог принимать большие корабли. Первым, кто осознал огромные возможности порта в Хайфе, был отец политического сионизма Теодор Герцль который в 1902 году в своей книге AltNeuland дал пророческое описание нового современного города на берегу Хайфского залива. Строительство порта началось в 1922 году, и он был официально открыт 31 октября 1933 года британским верховным комиссаром Палестины генерал-лейтенантом сэром Артуром Вошопом. Порт обеспечил процветание Хайфы, и в 1936 году в городе проживало более 100 тысяч жителей. Порт Хайфы был воротами для тысяч иммигрантов в Израиль после Второй мировой войны. Порт Хайфы служил в то время важнейшими воротами для связи с остальным миром. Благодаря ему Израиль превратился в развитую экономическую державу. Сегодня порт Хайфы обеспечивает как пассажирские, так и грузовые перевозки. Благодаря наличию порта Хайфа превратилась в мегаполис, как это предсказывал более века назад Теодор Герцль.
За всю историю порта в нём произошло затонули два судна. Катастрофа «Патрии» в 1940 году унесла жизни 267 человек; при аварии «Shelly» в 2007 году погибли два человека.

## Работа порта

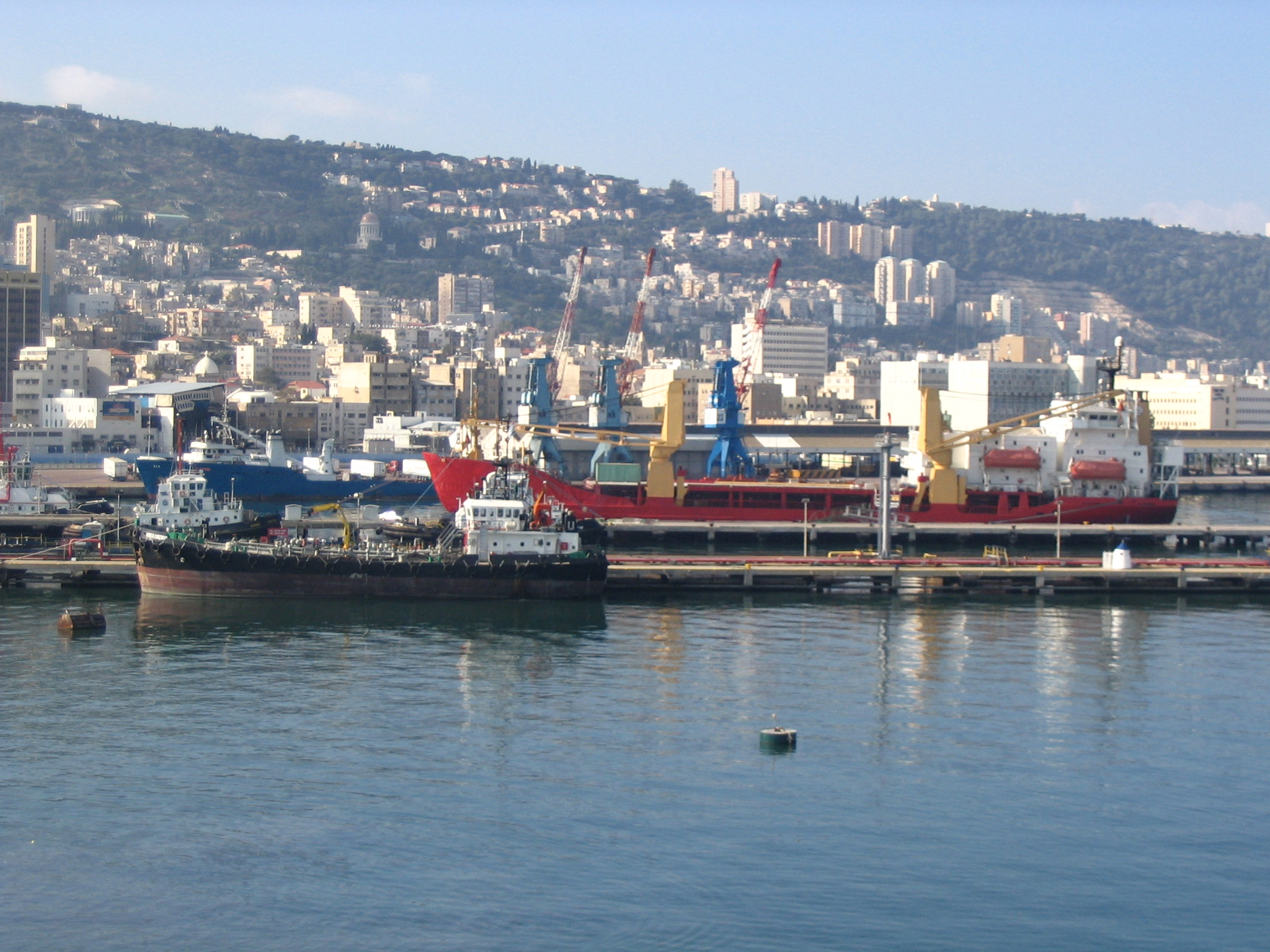
Порт Хайфы, вид из гавани.

Порт Хайфы содержит большое количество грузовых терминалов и может одновременно обслуживать множество судов. Современные 17-полосные ворота для грузовых автомобилей могут одновременно обслуживать несколько грузовых автомобилей, выезжающих из порта. Внутри порта расположен железнодорожный грузовой терминал, который в 2018 году обработал около 221000 контейнеров, приходящих в порт и уходящих из порта по железной дороге, помимо грузов общего назначения. В порту также есть пассажирский терминал, рыбацкая пристань, яхт-клуб, спортивная пристань, большие зернохранилища и химический терминал. В 2018 году порт обработал около 30 млн тонн грузов, в том числе 1,46 млн TEU, а также обслужил 240 тыс. пассажиров.
Порт открыл первую фазу программы расширения «Порт Кармель» в 2010 году. Эта программа включает строительство нового грузового терминала с причалом длиной 700 м, который способен принимать 15 500 контейнеровозов TEU с максимальной осадкой 15,2 м, а также открытие дополнительного 250-метрового причала и прилегающих к нему зоны обслуживания и складов. Новые производственные мощности увеличивают годовую пропускную способность порта по перевалке контейнеров на 500 000 TEU. Строительство этого нового терминала обошлось в 1,8 млрд шекелей (ок. 500 миллионов долларов США) и потребовалось пять лет для завершения.
Порт обслуживает суда Шестого флота США.

### Порт израильских верфей
Судостроительное предприятие «Израильские верфи», расположенное неподалеку от порта, предоставляет услуги по ремонту крупных судов. Компания также управляет частным портом, находящимся на её территории, который в 2017 году обработал около трех миллионов тонн грузов, в основном контейнеров и сыпучих.

### Пассажирский терминал

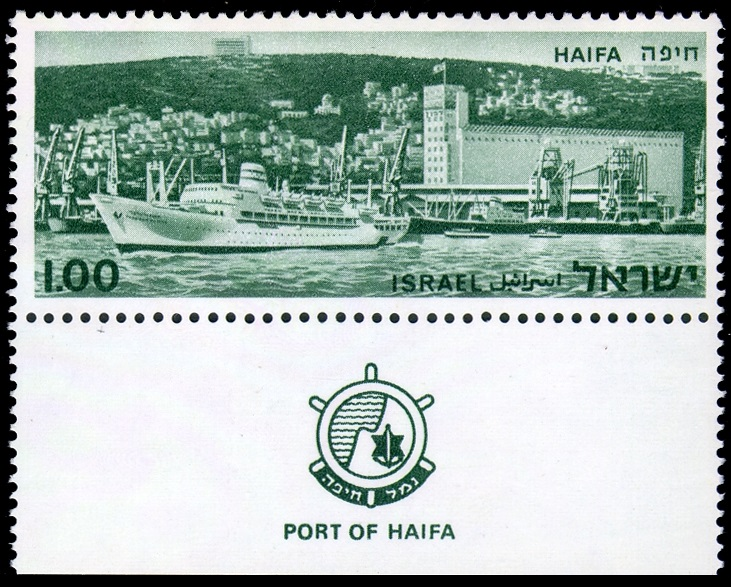
Израильская почтовая марка с изображением порта Хайфы

В порту есть современный пассажирский терминал, обслуживающий пассажиров круизных кораблей и паромов. Терминал предлагает зону ожидания, магазин беспошлинной торговли, сувенирный магазин, кафетерий, счетчик возмещения НДС, обмен валюты, бесплатный беспроводной доступ в Интернет, парковку, а также другие услуги для путешественников.
Район рядом с терминалом также предлагает сообщение общественного транспорта для пассажиров. Центральный железнодорожный вокзал Хайфы находится рядом с терминалом и обслуживается почти 200 пассажирскими поездами, которые круглосуточно в будние дни отправляются в Хайфский регион и за его пределы. Дополнительные маршруты общественного транспорта доступны на автобусе или такси от железнодорожного вокзала или на улице Ха-Ацмаут, главной магистрали в центре Хайфы, которая расположена напротив вокзала. Станция Кармелит метро Kikar Paris также находится в нескольких минутах ходьбы и обеспечивает удобный доступ к вершине горы Кармель.

## Расширение
По состоянию на 2018 год Управление порта Израиля управляет строительством первой фазы крупного расширения порта стоимостью 4 млрд шекелей (примерно 1,1 млрд долларов США). План включает следующее:
- Обширная рекультивация территории к северо-востоку от устья реки Кишон, которая позволит построить новый большой терминал под названием «Bay Terminal», который будет способен обрабатывать гигантские контейнеровозы, перевозящие более 15 000 TEUs каждое.
- Расширение основного мола на 880 метров и строительство нового второстепенного мола.
- Новый топливный терминал, заменяющий существующий, построенный в 1940-х годах.
- Расширение существующего химического терминала.
- Выделенный грузовой железнодорожный терминал на территории нового отгрузочного терминала, а также соединяющий прилегающие объекты Israel Shipyards с железнодорожной сетью.

Новый контейнерный терминал был построен израильскими строительными фирмами Ashtrom и Shapir Marine & Civil Engineering и официально открыт 1 сентября 2021 года Shanghai International Port Group (SIPG) выиграла международный тендер на эксплуатацию нового терминала сроком на 25 лет после завершения.
На начальном этапе терминал в заливе будет способен обрабатывать 800 000 TEU контейнеров в год, а запланированные в будущем расширения терминала могут обрабатывать до 700 000 TEU.